# Lupiac
Lupiac é uma comuna francesa na região administrativa de Occitânia, no departamento de Gers. Estende-se por uma área de 34,5 km². Em 2010 a comuna tinha 315 habitantes (densidade: 9,1 hab./km²).